# بارفيش تشينا
بارفيش تشينا (بالإنجليزية: Parvesh Cheena)‏ مواليد 22 يوليو 1979 في قرية إلك غروف، الولايات المتحدة، هو ممثل أمريكي بدأ مسيرته الفنية سنة 2002.

## الأعمال

### أفلام
- باربرشوب (2002)
- ليتيرالي، رايت بيفور آرون 2017

### مسلسلات
- إي آر (2004)
- ذا سويت لايف أوف زاك أند كودي (2006)
- الجناح الغربي (2006)
- الاخوة والاخوات (2008) (بدور: جوردان)
- اسمي إيرل (2007)
- ترانسفورمرز: ريسكيو بوتس (2012) (بدور: بليدز)
- عائلة بلوث (2013)
- حبيبة سابقة مجنونة (2016)

## روابط خارجية
- بارفيش تشينا على موقع IMDb (الإنجليزية)
- بارفيش تشينا على موقع روتن توميتوز (الإنجليزية)
- بارفيش تشينا على موقع ميوزك برينز (الإنجليزية)
- بارفيش تشينا على موقع قاعدة بيانات الفيلم (الإنجليزية)